# Rue Rude
La rue Rude est une rue du 16e arrondissement de Paris commençant avenue Foch.

## Situation et accès
La rue Rude est une voie publique située dans le 16e arrondissement de Paris. Elle débute au 12, avenue Foch et se termine au 11, avenue de la Grande-Armée. Longue de 70 mètres, elle est située non loin de la place de l'Étoile et est perpendiculaire à l'avenue de la Grande-Armée.
La station de métro la plus proche est la station  Argentine, où circulent les trains de la ligne 1.

## Origine du nom

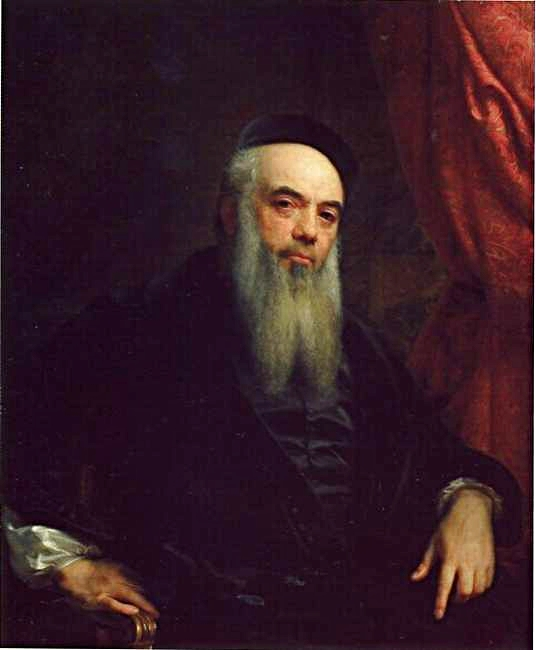
Portrait de François Rude par sa femme Sophie Rude.

Elle doit son nom à François Rude (1784-1855), statuaire français, auteur d'un des bas-reliefs de l'Arc de Triomphe.

## Historique
Initialement dénommée « rue Neuve » par un arrêté du 26 janvier 1859, cette ancienne voie de l'ancienne commune de Passy est classée dans la voirie parisienne en vertu du décret du 23 mai 1863 avant de prendre sa dénomination actuelle par un décret du 2 mars 1867.
Le sens unique a été instauré depuis l'avenue Foch vers et jusqu'à la rue de Saïgon par arrêté du préfet de police de la ville de Paris en date du 28 septembre 2000.

## Bâtiments remarquables et lieux de mémoire
- Nos 2-4 : ambassade et consulat d'Irlande dans l'ancien hôtel de Breteuil.